# Juni 2015
Portal Geschichte | Portal Biografien | Aktuelle Ereignisse | Jahreskalender | Tagesartikel

◄ |
20. Jahrhundert |
21. Jahrhundert

◄ |
1980er |
1990er |
2000er |
2010er
| 2020er | 2030er | 2040er

◄ |
2011 |
2012 |
2013 |
2014 |
2015
| 2016 | 2017 | 2018 | 2019 | ►

◄ |
März 2015 |
April 2015 |
Mai 2015 |
Juni 2015 |
Juli 2015 |
August 2015 |
September 2015 |
►
Dieser Artikel behandelt tagesbezogene Nachrichten und Ereignisse im Juni 2015.

## Tagesgeschehen

### Montag, 1. Juni 2015
- Jianli/China: Das 1994 gebaute Flusskreuzfahrtschiff Dong Fang Zhi Xing der Chongqing Eastern Shipping Corporation wird auf dem Jangtsekiang von einem Zyklon getroffen und kentert. Es befanden sich 406 chinesische Passagiere, fünf Mitarbeiter von Reisebüros und 47 Besatzungsmitglieder an Bord. Zu den bisher 14 Menschen, die gerettet werden konnten, zählen der Kapitän Zhang Shunwen und der Chefingenieur. Mehr als 4000 Einsatzkräfte sind am Unglücksort tätig.[1][2]
- Leicester/Vereinigtes Königreich: Unabhängige Investigativjournalisten veröffentlichen das Ergebnis einer forensischen Analyse, aus der hervorgeht, dass die von der russischen Regierung veröffentlichten Satellitenbilder zum Absturz des Fluges von MH17 über der Ostukraine mit Photoshop manipuliert worden waren, um eine Schuld der ukrainischen Regierung zu suggerieren. Letztere beschuldigt Russland, mit der Lieferung von Raketenabwehrsystemen an die Separatisten für die Katastrophe mitverantwortlich zu sein, da das Flugzeug abgeschossen wurde.[3]

### Dienstag, 2. Juni 2015
- Pjöngjang/Nordkorea: Es wird bekannt, dass beim Gottesdienstbesuch von Mitgliedern der Deutsch-Koreanischen Parlamentariergruppe des Deutschen Bundestages mit dem Vorsitzenden Hartmut Koschyk (CSU) in der Kathedrale von Jangchung in Pjöngjang der nordkoreanische „Priester“ seine „Predigt“ dem „Heiligen Krieg“ gegen Südkorea widmet. Nordkorea erhofft sich vom Besuch der deutschen Parlamentariergruppe ein Engagement der deutschen Wirtschaft, der Vorsitzende der Parlamentariergruppe gewinnt indes den Eindruck, die Schattenwirtschaft nehme in dem weitestgehend isolierten Land zu.[4][5]

### Mittwoch, 3. Juni 2015

Anzahl der MERS-Fälle im Mai und Juni 2015 in Südkorea

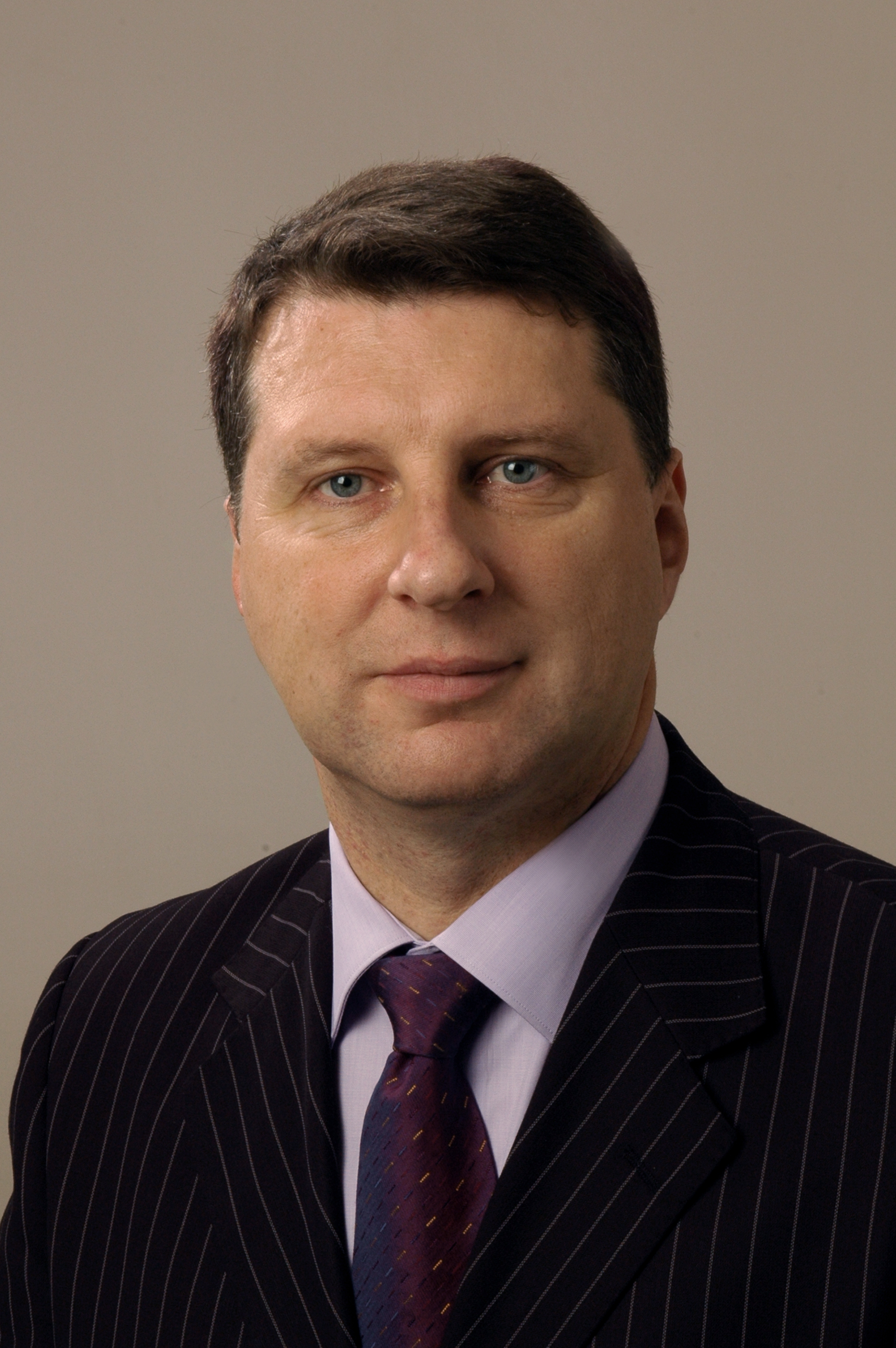
Raimonds Vējonis

- Klagenfurt/Österreich: Im Wörtherseestadion gewinnt Titelverteidiger FC Red Bull Salzburg gegen den SKN St. Pölten das ÖFB-Cupendspiel mit 4:2.
- Riga/Lettland: Bei der Präsidentschaftswahl in Lettland wird der amtierende Verteidigungsminister Raimonds Vējonis (ZSS) vom Parlament im fünften Wahlgang zum neuen Staatspräsidenten gewählt.[6]
- Seoul/Südkorea: Infolge eines Ausbruchs des MERS-CoV werden 30 Menschen infiziert. Mehr als 1300 Personen befinden sich unter Quarantäne. Vorsorglich haben über 500 Schulen im Land geschlossen.[7]
- Stuttgart/Deutschland: Der 35. Deutsche Evangelische Kirchentag beginnt. Die Veranstalter wünschen ein buntes Festival, aber auch ein Forum für kontroverse Debatten. Das Motto lautet: „Damit wir klug werden“.[8]

### Donnerstag, 4. Juni 2015
- Accra/Ghana: Bei einem Großfeuer an einer Tankstelle am Kwame Nkrumah Circle kommt es zu Explosionen und mehr als 90 Menschen werden getötet. Vermutlich ertrinken viele durch die Explosion bewusstlos gewordenen Menschen im Abwasserkanal nahe der Tankstelle, der durch starke Regenfälle überflutet wurde.[9]
- Marjinka/Ukraine: Entgegen dem Deeskaltionsabkommen Minsk II vom Februar 2015 gibt es heftige Kämpfe zwischen Regierungssoldaten und prorussischen Rebellen der proklamierten Volksrepublik Donezk. Dabei sterben mindestens fünf ukrainische Soldaten, 14 Rebellen und mehrere Zivilisten.[10]

### Freitag, 5. Juni 2015
- Chost/Afghanistan: Die US-Luftwaffe tötet im Distrikt Alisher rund 35 km östlich von Chost bei einem Drohnenangriff auf eine Beerdigung eines Taliban-Kommandeurs mindestens 34 Menschen.[11]
- Washington, D.C./Vereinigte Staaten: Das United States Office of Personnel Management (OPM), die unabhängige Personalbehörde für die US-Administration, gibt einen Cyberangriff bekannt, bei der die Täter mutmaßlich Zugriff auf Daten von rund vier Millionen US-Bürger erlangt haben.[12][13]

### Samstag, 6. Juni 2015
- Berlin/Deutschland: Im UEFA-Champions-League-Finale 2015 im Olympiastadion siegt der FC Barcelona mit 3:1 gegen Juventus Turin.[14]
- Chamis Muschait/Saudi-Arabien: Als Reaktion auf die saudische Militärintervention im Jemen sollen die Huthi-Rebellen erstmals eine ballistische Boden-Boden-Rakete vom Typ SS-1 (NATO-Code: Scud) auf die saudi-arabische Stadt in der Provinz Asir abgefeuert haben, wo sich auch ein Luftwaffenstützpunkt befindet. Zwei saudische Flugabwehrraketen vom Typ Patriot fangen die Rakete ab.[15]
- Edmonton/Kanada: Der Gastgeber gewinnt das Auftaktspiel der Fußball-Weltmeisterschaft der Frauen 2015 gegen die chinesische Auswahl.[16]
- Faizabad/Afghanistan: Kämpfer der Taliban erobern in einer Großoffensive den zentralen Bezirk Yamgun in der Provinz Badachschan von der afghanischen Nationalarmee. Der Bezirk ist im Juni 2013 von der ISAF wieder unter afghanische Kontrolle gegeben worden.[17]
- Rom/Italien: In mehr als einem Dutzend Rettungsaktionen werden insgesamt rund 3400 Bootsflüchtlinge vor der libyschen Küste aus dem Mittelmeer gerettet und nach Italien gebracht.[18]

### Sonntag, 7. Juni 2015

Logo des G7-Gipfel auf Schloss Elmau in Deutschland

- Ankara/Türkei: Bei der Parlamentswahl in der Türkei verliert die regierende konservative Adalet ve Kalkınma Partisi (AKP) von Ministerpräsident Ahmet Davutoğlu ihre absolute Parlamentsmehrheit. Zudem gilt die Wahl als Niederlage von Staatspräsident Recep Erdoğan (AKP), der im Vorfeld Pläne für eine Änderung der Regierungsform von einer parlamentarischen Republik zu einem präsidentiellen Regierungssystem angekündigt hat. Erstmals zieht die sozialistische Halkların Demokratik Partisi (HDP) ins Parlament ein. Zuwächse verzeichnet auch die rechtsextreme Milliyetçi Hareket Partisi (MHP).[19]
- Basel/Schweiz: Der FC Sion gewinnt im St. Jakob-Park das Final um den Schweizer Cup im Fussball mit 3:0 gegen den FC Basel.
- Krün/Deutschland: Die Staats- und Regierungschefs erklären auf dem G7-Gipfel auf Schloss Elmau 2015, den Ausstoß von Treibhausgasen bis 2050 im Vergleich zu 2010 um bis zu 70 Prozent reduzieren zu wollen. Zudem wollen sie die Sanktionen gegen Russland verschärfen, falls die Lage in der Ostukraine weiter eskaliert, und bekräftigen auch, gemeinsam entschlossen gegen die Terrormiliz Islamischer Staat (IS) vorzugehen.[20]
- Luxemburg/Luxemburg: Beim Referendum über Ausländerwahlrecht, Begrenzung der Ministermandate und Wahlrecht ab 16 Jahren lehnen die Stimmberechtigten alle drei Vorschläge mit großer Mehrheit ab.[21]
- Mexiko-Stadt/Mexiko: Die Regierungspartei Partido Revolucionario Institucional (PRI) von Präsident Peña Nieto verteidigt bei den Parlamentswahlen in Mexiko ihre Mehrheit. Zusammen mit der Verbündeten Partido Verde Ecologista de México (PVEM) stellt sie die Mehrzahl der Sitze in der Abgeordnetenkammer.[22]

### Montag, 8. Juni 2015
- Miranshah/Pakistan: Bei Gefechten zwischen der pakistanischen Armee und Rebellen der Taliban kommen in Nordwasiristan 7 Soldaten und 19 Fundamentalisten um.[23]
- Wien/Österreich: Verleihung des Österreichischen Musiktheaterpreises 2015

### Dienstag, 9. Juni 2015
- Ranchi/Indien: Bei einem Zusammenstoß im Bundesstaat Jharkhand tötet die indische Polizei 12 maoistische Rebellen.[24]

### Mittwoch, 10. Juni 2015
- Graz/Österreich: Franz Voves (SPÖ) tritt als Landeshauptmann der Steiermark und als SPÖ-Landesvorsitzender zurück. Hermann Schützenhöfer (ÖVP) ist designierter Landeshauptmann einer Koalitionsregierung aus SPÖ und ÖVP.[25]

### Donnerstag, 11. Juni 2015
- Telfs-Buchen/Österreich: Beginn der 63. Bilderberg-Konferenz, an der bis zum 14. Juni rund 140 Personen aus Wirtschaft, Militär, Politik, Medien, Hochschulen und Adel aus 22 Ländern teilnehmen. Vorsitzender der Konferenz ist Henri de Castries.[26]
- Tianjin/China: Der frühere chinesische Spitzenpolitiker und Mitglied des Ständigen Ausschusses des Politbüros der Kommunistischen Partei Chinas, Zhou Yongkang, wird wegen Bestechlichkeit, Machtmissbrauchs und Verrats von Staatsgeheimnissen zu lebenslanger Haft, dem Verlust seiner bürgerlichen Rechte auf Lebenszeit und dem Einzug seines persönlichen Vermögens verurteilt.[27][28][29]

### Freitag, 12. Juni 2015

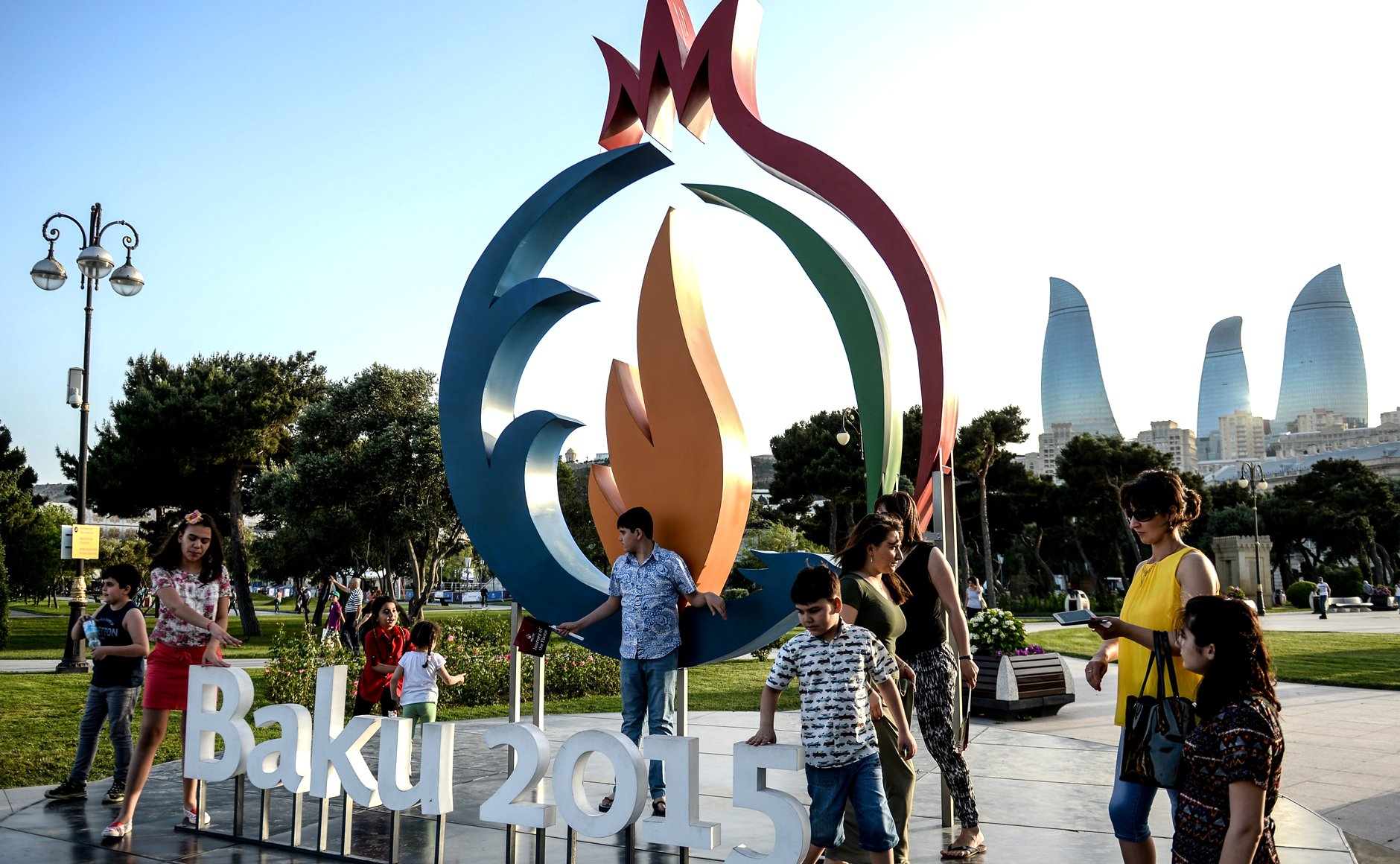
Eröffnung der Europaspiele 2015

- Baku/Aserbaidschan: In der aserbaidschanischen Hauptstadt werden die I. Europaspiele feierlich eröffnet.[30]
- Chișinău/Moldawien: Nach Vorwürfen, sein Abiturzeugnis gefälscht zu haben, tritt der moldauische Regierungschef Chiril Gaburici zurück.[31]

### Samstag, 13. Juni 2015
- Skopje/Mazedonien: Tausende Demonstranten fordern in der mazedonischen Hauptstadt den Rücktritt des Regierungschefs sowie des Vorsitzenden der an der Regierung beteiligten Albanerpartei.[32]

### Sonntag, 14. Juni 2015
- La Serena/Chile: Die Teleskope von Cerro Tololo entdecken die 3,8 Milliarden Lichtjahre entfernte Supernova ASASSN-15lh.[33]
- Tiflis/Georgien: Bei schweren Überschwemmungen kommen 19 Menschen ums Leben, sechs weitere werden vermisst. Der Zoo wird stark zerstört.[34][35]

### Montag, 15. Juni 2015
- Anchorage/Vereinigte Staaten: Bei Willow nördlich von Anchorage im US-Bundesstaat Alaska weiten sich Buschfeuer aus.[36]
- Kathmandu/Nepal: Zwei Monate nach dem schweren Erdbeben mit über 8000 Toten öffnet Nepal mehrere beschädigte historische Stätten, darunter sechs der sieben geschlossenen UNESCO-Welterbestätten des Kathmandutals.[37]

### Dienstag, 16. Juni 2015

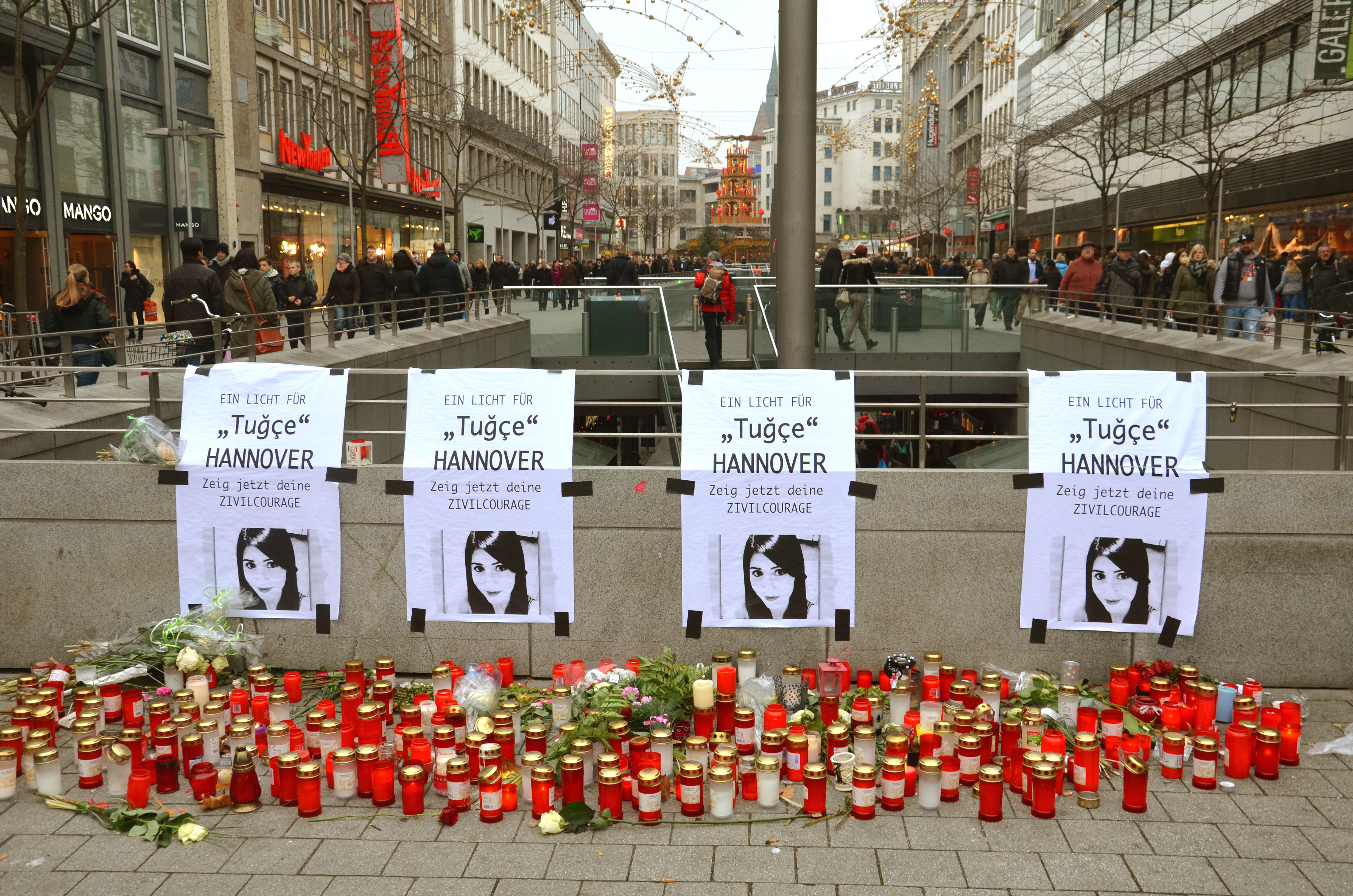
Gedenken an Tuğçe Albayrak

- al-Hasaka/Syrien: Bei einem Drohnenangriff der US-Streitkräfte auf einen Stützpunkt des Islamischen Staates (IS) in Ash-Shaddadeh wird dessen Führungsmitglied, der Tunesier Tariq bin al-Tahar bin al-Falih al-'Awni al-Harzi, getötet. Diese Information wird durch das US-Verteidigungsministerium erst am 3. Juli 2015 veröffentlicht.[38]
- Darmstadt/Deutschland: Im Todesfall Tuğçe wird der Angeklagte zu einer Jugendstrafe von drei Jahren verurteilt.[39]

### Mittwoch, 17. Juni 2015
- Budapest/Ungarn: Die Fidesz-KDNP-Regierung unter Ministerpräsident Viktor Orbán hat die Schließung der Staatsgrenzen zum Nachbarland Serbien beschlossen. Zudem sollen vier Meter hohe Metallzäune errichtet werden. Begründet wurde der Schritt mit der zunehmenden Anzahl an Flüchtlingen die illegal über die sogenannte Westbalkanroute in den Schengen-Raum einreisen, wie auch von der Grenzschutzagentur Frontex bestätigt wird.[40]
- Unterföhring/Deutschland: Der deutsche Fernsehmoderator Stefan Raab kündigt gemeinsam mit ProSieben an, seine Karriere zum Jahresende zu beenden.[41]

### Donnerstag, 18. Juni 2015
- Bristol/Vereinigtes Königreich: Essen wird von der Europäischen Kommission zur Umwelthauptstadt Europas 2017 ernannt.[42]
- Charleston/Vereinigte Staaten: Bei einem Attentat in der Emanuel African Methodist Episcopal Church in Charleston (South Carolina) erschießt der 21-jährige Dylann Roof neun Afroamerikaner, darunter den Politiker und Senator Clementa C. Pinckney.[43]
- Kopenhagen/Dänemark: Bei der Parlamentswahl in Dänemark gewinnt die rechtspopulistische Dänische Volkspartei deutlich, während die Liberale Partei massiv verliert. Die Sozialdemokraten erleiden leichte Verluste, ihr bisheriges Regierungsbündnis verliert die Mehrheit.[44]
- Vatikanstadt: Papst Franziskus veröffentlicht seine Enzyklika „Laudato si’“ zum Thema Umwelt- und Klimaschutz.[45]

### Freitag, 19. Juni 2015
- Berlin/Deutschland: Bei der 65. Verleihung des Deutschen Filmpreises im Palais am Funkturm wird Victoria von Regisseur Sebastian Schipper als bester Film prämiert.[46]
- Honolulu/Vereinigte Staaten: Als erster US-Staat setzt Hawaii das Mindestalter für den Erwerb von Zigaretten von 18 auf 21 Jahre herauf.[47]
- Kopenhagen/Dänemark: Die dänische Ministerpräsidentin Helle Thorning-Schmidt tritt nach der Verkündung des Wahlergebnisses bei der Parlamentswahl in Dänemark von ihren Ämtern zurück.[48]

### Samstag, 20. Juni 2015
- Auckland/Neuseeland: Im Endspiel der U-20-Fußball-Weltmeisterschaft gewinnt Serbien gegen Brasilien mit 2:1 nach Verlängerung.[49]
- Bamberg/Deutschland: Bamberg gewinnt durch einen Sieg in der Finalserie der Basketball-Bundesliga gegen Bayern München die Deutsche Basketball-Meisterschaft der Herren.[50]
- Graz/Österreich: Bei der Amokfahrt von Graz werden drei Menschen getötet und 36 Personen verletzt. Der 26-jährige Täter wird festgenommen.[51]

### Sonntag, 21. Juni 2015
- Tirana/Albanien: Die Kommunalwahlen finden statt.

### Montag, 22. Juni 2015
- Berlin/Deutschland: Der russische Dirigent Kirill Petrenko wird zum Chefdirigenten der Berliner Philharmoniker gewählt. Er soll 2018 die Nachfolge von Sir Simon Rattle antreten.[52]
- Kabul/Afghanistan: Mehrere Kämpfer der deobandisch-islamistischen Taliban stürmen während der Vereidigung des neuen Verteidigungsministers Mohammed Masum Stanekzais die Wolesi Dschirga, das afghanische Unterhaus. Zuvor sprengte sich ein Selbstmordattentäter in einem Auto am Westtor des Parlaments in die Luft. Bei dem Angriff werden zwei Menschen getötet. Dem später als Nationalheld gefeierten afghanischen Unteroffizier Esa Khan gelang es sechs Taliban-Kämpfer aufzuhalten.[53][54]
- Rom/Italien: Die Europäische Union beginnt mit der Militäroperation European Union Naval Force – Mediterranean (EUNAVFOR MED) im südlichen Mittelmeer unter Führung der italienischen Marine, die auch den Flugzeugträger Cavour einsetzt. An der Operation zur Seenotrettung von Migranten und der Bekämpfung von Schleusern und deren Infrastruktur nehmen 14 Mitgliedsstaaten teil. Die deutsche Marine beteiligt sich mit der Fregatte Schleswig-Holstein und dem Tender Werra.

### Dienstag, 23. Juni 2015
- Budapest/Ungarn: Die Fidesz-KDNP-Regierung unter Ministerpräsident Viktor Orbán hat die Suspendierung der Verordnung (EU) Nr. 604/2013 (Dublin III) beschlossen. Damit setzt sie die Rücknahmeregelung von Asylbewerbern in der Europäischen Union außer Kraft.[55] Am 24. Juni relativierte die ungarische Regierung auf Druck der EU die Maßnahmen wieder und sprach von „technischen Gründen“, weil die Aufnahmekapazitäten erschöpft seien.[56]
- Kourou/Französisch-Guayana: Der Erdbeobachtungssatellit Sentinel-2A startet im Raumfahrtzentrum Kourou mit einer Vega-Rakete erfolgreich in den Orbit.[57]
- Paris/Frankreich: Durch die Veröffentlichung weiterer Dokumente von WikiLeaks wird bekannt, dass der US-amerikanische Geheimdienst National Security Agency über mehrere Jahre die drei französischen Präsidenten Jacques Chirac, Nicolas Sarkozy und François Hollande abgehört haben soll.[58]

### Mittwoch, 24. Juni 2015
- Bonn/Deutschland: Das Bundeskartellamt verhängt wegen illegaler Preisabsprachen Bußgelder in Höhe von 75 Mio. Euro gegen die fünf Automobilzulieferer Autoneum, die Carcoustics aus Leverkusen, Greiner Perfoam aus Österreich, die Ideal Automotive aus Burgebrach und die deutsche Tochter der International Automotive Components (IAC) in Düsseldorf.[59]
- Brüssel/Belgien: Die Verteidigungsminister der NATO-Mitgliedsstaaten einigen sich auf eine Aufstockung der NATO Response Force (NRF) von derzeit 13.000 auf 40.000 Soldaten.[60]
- Mogadischu/Somalia: Bei einem Selbstmordanschlag der islamistischen Al-Shabaab-Miliz auf den Konvoi des Botschafters der Vereinigten Arabischen Emirate in Somalia, Mohamed al-Othmani, kommen mindestens zehn Menschen ums Leben. Der Botschafter bleibt unverletzt.[61] Die Al-Shabaab-Miliz hat erst Anfang der Woche ein Ausbildungszentrum des somalischen Militärgeheimdienstes in Mogadischu verübt sowie ein Tagungshaus in der Stadt Adaado angegriffen.[62]

### Donnerstag, 25. Juni 2015

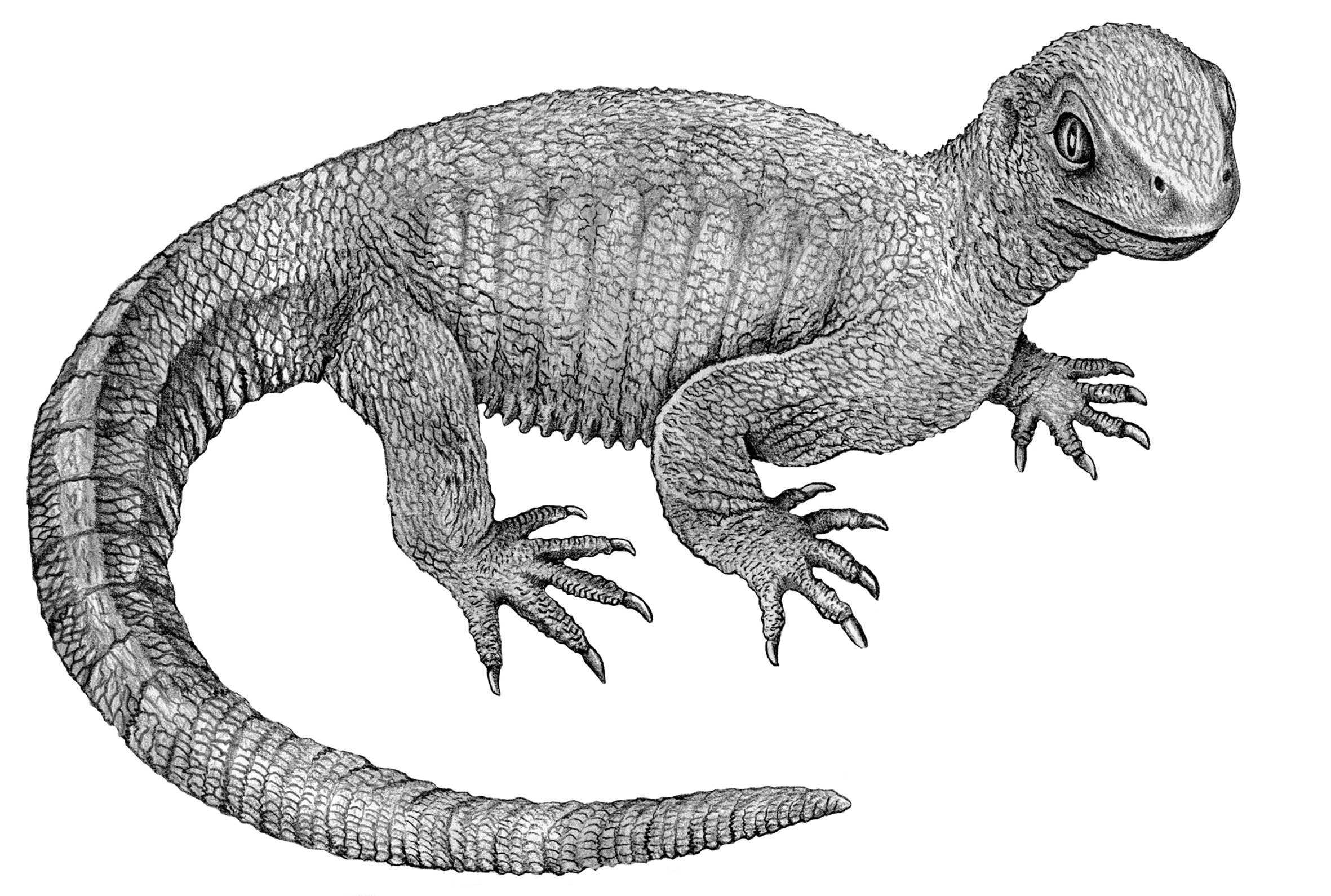
Lebendrekonstruktion von Pappochelys rosinae

- Karatschi/Pakistan: Eine bereits mehrere Tage andauernde Hitzewelle fordert im Süden Pakistans über 1000 Todesopfer. Besonders schwer von der Hitze betroffen ist die Hafenstadt Karatschi, in der mehrere Tage lang Temperaturen von bis zu 45 Grad Celsius gemessen werden. In einigen Städten fällt der Strom für bis zu 17 Stunden aus und verhindert so die Nutzung von Ventilatoren oder Wasserkühlern.[63]
- Stuttgart/Deutschland: Bei Grabungen in Vellberg entdecken Forscher des Staatlichen Museums für Naturkunde Stuttgart (SMNS) das Fossil einer 240 Mio. Jahre alten Ur-Schildkröte. Die Paläontologen Rainer Schoch vom SMNS und Hans-Dieter Sues vom National Museum of Natural History (USNM) in Washington, D.C. veröffentlichen hierzu ihre Untersuchungsergebnisse und geben dieser Gattung den Namen Pappochelys.[64]
- Washington, D.C./Vereinigte Staaten: Der Oberste Gerichtshof der Vereinigten Staaten erklärt die Gesundheitsreform Obamacare von US-Präsident Barack Obama für gesetzeskonform. Damit behalten Millionen US-amerikanische Bürger ihren Versicherungsschutz.[65]

### Freitag, 26. Juni 2015
- Kuwait/Kuwait: Der Selbstmordattentäter Fahad Suleiman Abdulmohsen Al-Gabbaa alias Abu Suleiman Al-Muwahhid sprengt sich während des Freitagsgebets in der Imam-Dschaʿfar-as-Sādiq-Moschee dem Stadtbezirk Sawābir (الصوابر) in die Luft. Dabei sterben 26 Menschen und 227 werden verletzt.[66][66][67][68]
- Leego/Somalia: Bei einem bewaffneten Angriff der Al-Shabaab auf den Militärstützpunkt der Mission der Afrikanischen Union in Somalia (AMISOM) werden mindestens 45 Soldaten aus Burundi getötet. Zudem erbeuten die Terroristen umfangreiches Militärmaterial.[69]
- L’Isle-d’Abeau/Frankreich: Der islamistische Einzeltäter Yassin Salhi enthauptet seinen Vorgesetzten in einem Logistikunternehmen und bringt auf dem Werksgelände des Flüssiggas-Herstellers Air Products & Chemicals, wo er als Fahrer tätig ist, mehrere Sauerstoffflaschen zur Explosion und löst damit einen Brand aus. Ein Feuerwehrmann kann den Täter überwältigen.[70]
- Port El-Kantaoui/Tunesien: Der Attentäter Seifeddine Yacoubi alias Abu Yahya al-Qayrawani erschießt mit einem Kalaschnikow-Sturmgewehr am Badestrand und im RIU Imperial Marhaba Inn sowie im El Mouradi Palm Marina mindestens 37 Menschen und verletzt 36 weitere. Unter den Opfern sind auch Touristen aus Belgien, Deutschland und Großbritannien. Die Terrororganisation Islamischer Staat (IS) bekennt sich zu dem Anschlag.[71] Hauptartikel: Anschlag in Port El-Kantaoui 2015
- Shanghai/China: Der Leitindex Shanghai Composite (SSE) an der Shanghai Stock Exchange bricht erneut um 7,4 % auf 4193 Punkte ein. Mehr als 2000 Aktientitel haben die automatische Limitgrenze von maximal zehn Prozent erreicht.[72]
- Sotschi/Russland: Nach heftigen Regenfällen kommt es zu Überschwemmungen, bei denen ein Mensch ertrinkt und mehr als 400 Häuser zerstört werden. Von den Wassermassen betroffen ist auch der Olympiapark und der Sochi Autodrom. Der Bahnhof und der Flughafen Sotschi müssen gesperrt werden.[73]
- Washington, D.C./Vereinigte Staaten: Der Oberste Gerichtshof der Vereinigten Staaten unter Leitung von Richter Anthony Kennedy, beschließt im Fall „Obergefell v. Hodges“ durch Urteil die Homo-Ehe in allen 50 US-Bundesstaaten zu erlauben. Zuletzt gab es Verbote in 13 US-Bundesstaaten.[74][75]

### Samstag, 27. Juni 2015

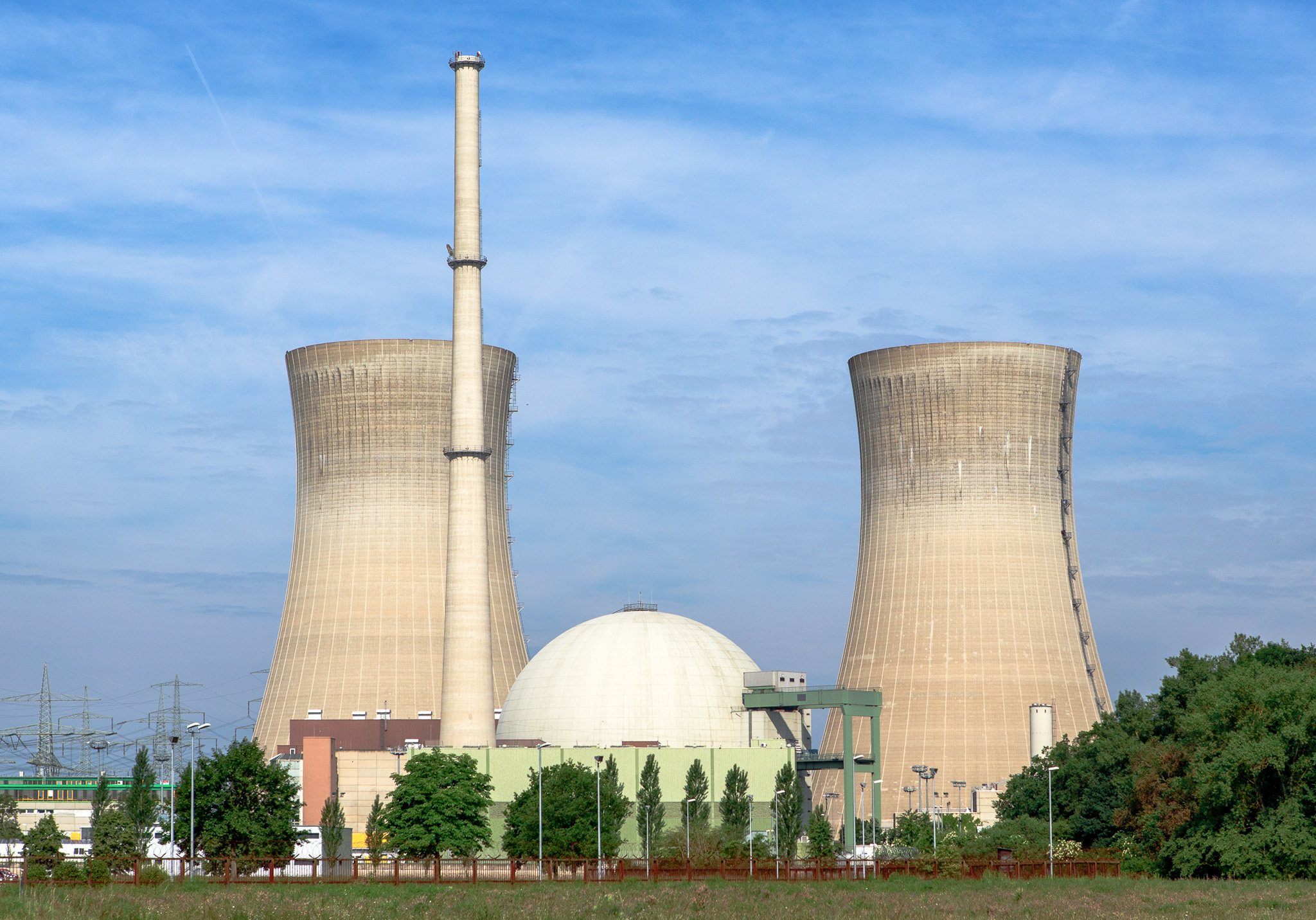
Das Kernkraftwerk Grafenrheinfeld in Bayern, Aufnahme 2013

- Grafenrheinfeld/Deutschland: Das seit 1981 im Betrieb befindliche Kernkraftwerk Grafenrheinfeld des Betreibers E.ON wird stillgelegt.[76]
- Brüssel/Belgien: Die Regierungen der Mitglieder der Eurozone lehnen im Rahmen der Griechischen Staatsschuldenkrise eine Verlängerung der Hilfsprogramme für das Land ab.[77]

### Sonntag, 28. Juni 2015

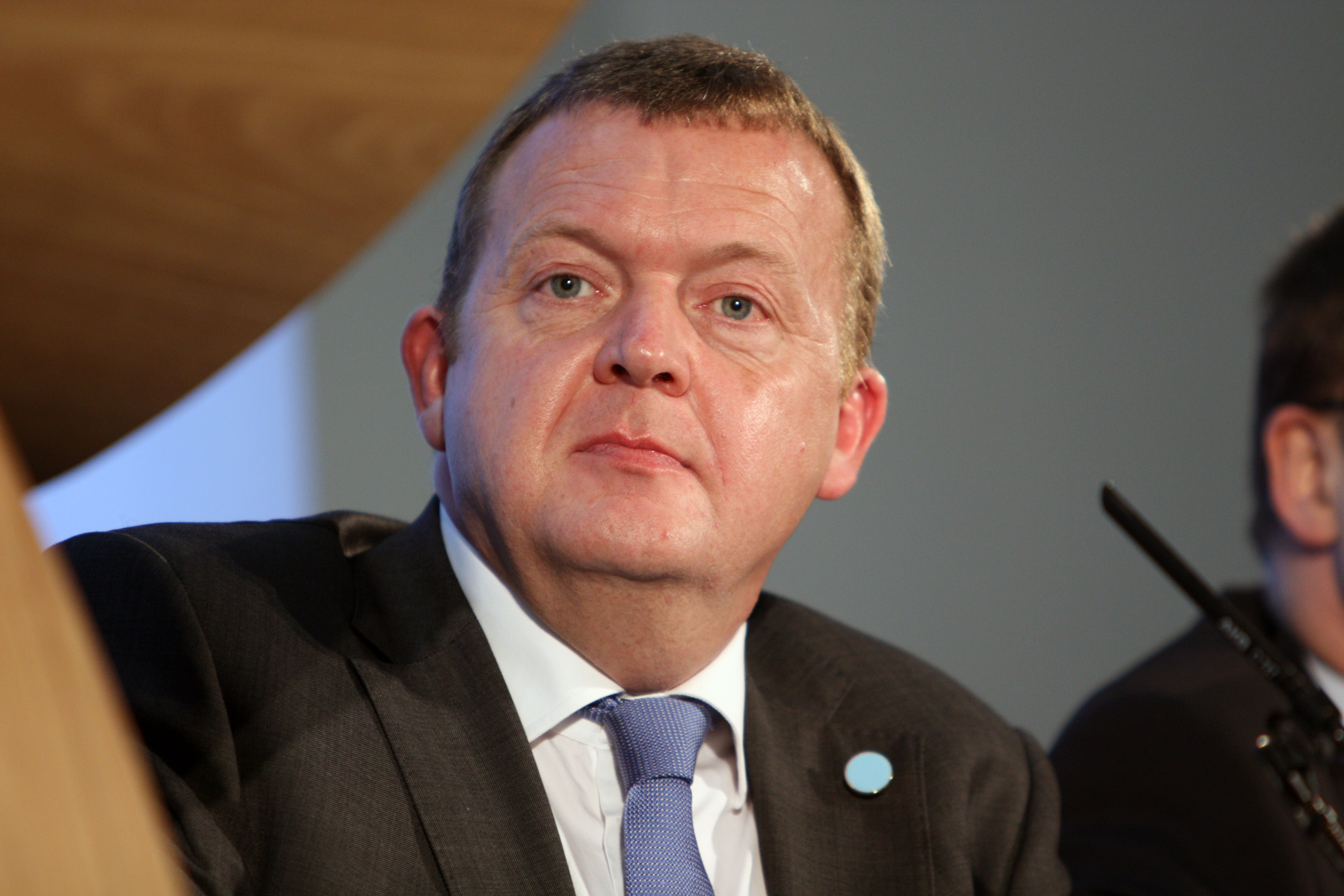
Lars Løkke Rasmussen

- Athen/Griechenland: Die griechische Regierung unter Ministerpräsident Alexis Tsipras beschließt die Einführung von Kapitalverkehrskontrollen, um einen Zusammenbruch des Finanzsystems und einen Ansturm auf die Banken zu verhindern. Alle Banken und die Athener Börse bleiben vorerst geschlossen.[78]
- Frankfurt am Main/Deutschland: Die Europäische Zentralbank (EZB) verlängert die Nothilfen für griechische Banken, aber im Rahmen auf 90 Milliarden Euro begrenzt.[79]
- Kopenhagen/Dänemark: Der Parteichef der dänischen Liberalen (Venstre), Lars Løkke Rasmussen, wird von Königin Margrethe II. zum neuen Ministerpräsidenten Dänemarks ernannt. Rasmussen steht einer Minderheitsregierung vor, die in der Folketing nur über 34 von 179 Sitzen verfügt.[80]
- Rom/Italien: Koordiniert von der italienischen Küstenwache bergen internationale Hilfskräfte in 21 Einsätzen insgesamt 2900 Flüchtlinge aus dem Mittelmeer vor der Küste Libyens.[81]

### Montag, 29. Juni 2015
- Athen/Griechenland: Die griechische Regierung kündigt an, die Zahlung von 1,6 Milliarden Euro der griechischen Staatskasse an den Internationalen Währungsfonds zu verweigern. Griechenland würde damit erstmals in Zahlungsverzug geraten.[82]
- Kairo/Ägypten: Bei einem Autobombenanschlag wird im Stadtteil Heliopolis der ägyptische Generalstaatsanwalt Hischam Barakat schwer verletzt und stirbt wenig später im Krankenhaus. Zu seinem Nachfolger wird Zakaria Abd El-Aziz Osman ernannt.[83]
- Paris/Frankreich: Durch die Veröffentlichung weiterer Dokumente von WikiLeaks wird bekannt, dass der US-amerikanische Geheimdienst National Security Agency (NSA) von 2004 bis 2012 Wirtschaftsspionage gegen die wichtigsten Unternehmen in Frankreich unternommen hat. Entsprechende Erkenntnisse sollen auch den Nachrichtendiensten von Australien, Großbritannien, Kanada und Neuseeland übermittelt worden sein.[84]
- Sanaa/Jemen: Bei einem Autobombenanschlag der Terrororganisation Islamischer Staat (IS) auf das Haus von Faisal und Hamid Dschajasch sterben 28 Menschen. In dem Haus fand eine Trauerfeier einflussreicher schiitischer Huthi-Führer statt.[85]
- San Juan/Puerto Rico: Der Gouverneur des US-amerikanischen Außengebietes Alejandro García Padilla räumt ein, dass Puerto Rico den aufgehäuften Schuldenberg von 72 Milliarden Dollar nicht zurückzahlen wird können. Aufgrund ihres Sonderstatus darf die Insel auf keine Hilfsgelder aus Washington hoffen. Ökonomen bemängeln, dass nur 40 Prozent der erwachsenen Bevölkerung arbeite oder auf Jobsuche sei und erwarten zehnjährige Strukturreformen, um das Territorium wieder wettbewerbsfähig zu machen.[86][87]

### Dienstag, 30. Juni 2015
- Medan/Indonesien: Rund zwei Minuten nach dem Start stürzt ein Transportflugzeug der indonesischen Luftwaffe vom Typ C-130B Hercules von der Luftwaffenbasis Soewondo ab. Alle 113 Menschen an Bord und drei Personen am Boden werden getötet. Siehe: Flugzeugabsturz in Medan 2015.[88]